# Thalassarche
Thalassarche je rod mořských ptáků z čeledi albatrosovitých. Albatrosi rodu Thalassarche se vyskytují pouze na jižní polokouli a s 10 zástupci se jedná o druhově nejrozmanitější rod albatrosů.

## Taxonomie
Thalassarche náleží do čeledi albatrosovitých a řádu trubkonosých, kam se řadí i příbuzní buřňákovití, buřňáčkovití a Oceanitidae. Všichni tito mořští ptáci sdílejí některé specifické morfologické rysy jako jsou trubkovité nozdry, solné žlázy ústící do nosních dírek nebo zobák, který se skládá ze 7–9 rohovitých destiček.
Další společnou charakteristikou je tvorba žaludečního oleje, který se skládá z voskového esteru a triacylglycerolů, které jsou uloženy v žláznatém žaludku (proventriculus). Tento olej představuje bohatý zdroj energie dospělců během dlouhých letů a jsou jím krmeny i mláďata. Olej je silně zapáchající a trubkonosí ho tak využívají pro obranu před predátory – v případě ohrožení dojde k vyvržení oleje ve snaze odradit predátora.
V australské Victorii byl nalezen fosilní pozůstatek lebky, která náležela fosilnímu druhu Thalassarche thyridata. Tento druh je datován do pozdního miocénu (~10 mya), kdy se albatrosi rodu Thalassarche již prokazatelně lišili od albatrosů rodu Phoebetria.
Již od 19. století se o taxonomii albatrosů vedly rozsáhlé diskuse. Ve 20. století byli zástupci rodu Thalassarche více či méně zařazeni do rodu Diomedea, který zahrnoval všechny albatrosy až na dva zástupce rodu Phoebetria, kteří jsou od ostatních albatrosů jednoznačně odlišní vizuálně, morfologicky i ekologicky. Teprve v roce 1996 po rozsáhlých DNA analýzách Garyho Nunna z Amerického přírodovědného muzea bylo několik příbuzných albatrosů vyčleněno z rodu Diomedea do rodu Thalassarche.

### Seznam druhů
BirdLife International a ACAP rozeznávají následujících 10 zástupců rodu Thalassarche (s 10 zástupci se jedná o nejpočetnější rod albatrosovitých):
| Obrázek | Vědecký název               | Český název          | Rozšíření |
| ------- | --------------------------- | -------------------- | --- |
|         | Thalassarche chlororhynchos | albatros pestrozobý  | Střední jižní Atlantik (Tristan da Cunha a Goughův ostrov) |
|         | Thalassarche carteri        | albatros Carterův    | Ostrovy prince Edvarda, Crozetovy ostrovy, Kergueleny, Nový Amsterdam a Svatý Pavel (součást Francouzského jižního antarktického území), od Jihoafrické republiky po tichomořské oblasti za Novým Zélandem                  |
|         | Thalassarche bulleri        | albatros Bullerův    | Nový Zéland |
|         | Thalassarche cauta          | albatros šelfový     | Austrálie a Tasmánie, jižní Indický oceán |
|         | Thalassarche steadi         | albatros bělohlavý   | Nový Zéland |
|         | Thalassarche eremita        | albatros chathamský  | Chathamské ostrovy |
|         | Thalassarche salvini        | albatros snarský     | Jižní oceán, Ostrov tučňáků na Crozetových ostrovech |
|         | Thalassarche impavida       | albatros campbellský | Jižní ostrov a od Chathamské plošiny po Rossovo moře |
|         | Thalassarche chrysostoma    | albatros šedohlavý   | Jižní Georgie v jižním Atlantiku, menší kolonie na Ostrovech Diega Ramíreze, Kerguelenech, Crozetových ostrovech a Ostrovech prince Edvarda v Indickém oceánu, Campbellův ostrov a Macquarie jižně od Nového Zélandu, Chile |
|         | Thalassarche melanophrys    | albatros černobrvý   | Atlantik, kolonie na Falklandách, Jižní Georgii a Jižních Sandwichových ostrovech, ostrovy kolem mysu Horn |

## Popis
Albatrosi rodu Thalassarche mají rozpětí křídel od 180–256 cm. Hřbet a svrchní strana křídel je černá či sytě tmavě šedá. To je rozdíl od albatrosů rodu Diomedea, jejichž hřbet je bílý. Pohlavní dimorfismus je nevýrazný a v terénu je takřka nemožné rozlišit samce od samice. Juvenilní jedinci mají podobně zbarvené peří jako dospělci, jejich zobák je však černý. Zobák dospělců mívá sytě žlutou nebo oranžovou barvu nebo linku.

## Rozšíření
Všichni zástupci rodu jsou rozšíření na jižní polokouli, jejich konkrétnější rozšíření zobrazuje tabulka výše.